# 목동동
- 2018년

산내초등학교 개교

산내마을 9단지 신축 오픈
```
MD프라자신축공사
```

신운정프라자   신축공사
거룩한빛운정교회 개척

산내마을 7단지 공사중 
해오름 건축
- 2019년

새터중학교 (가칭) 신축 공사
코키아 병원건축 공사중 

산내마을 10단지 신축공사
산내마을 7단지 공사
해오름 건축
```
2020년
```

산내마을 7단지 [화성드림파크] 아파트 신축 공사 

해오름마을 건축
2021년
산들중학교 2021년도 개교

해오름 마을 12단지가 다율동에 아파트 들어왔다.
```
  2022년 
```

코키아병원 개점
목동동 유래는 나무가많다라는대에서 되었다
산들중학교
산들초등학교
산내초등학교
산내중학교
자운학교
운정고등학교
해솔중학교
- 산내마을
- 해솔마을
- 해오름마을